# Tell Ashara
Terqa was een stad aan de Eufraat in het oude Mesopotamië, die ook bekend was als Sirqa en nu als Tell Ashara. 
De plaats is even ten zuiden van de samenvloeiing van de Ḫabur met de Eurfaat gelegen. Condamin publiceerde een kleitablet in 1908 waarop vermeld is dat Shamshi-Adad I er een tempel voor Dagan heeft gebouwd. Adad-nirari II, Tukulti-Ninurta II en Assurnasirpal II vermelden dat zij (in 894, 885 en 878 v.Chr. resp.) langs Sirqu gekomen zijn en er schatting ontvangen hebben.

## Opgravingen
Een Franse ploeg archeologen heeft hier in de jaren 1987-2009 opgravingen uitgevoerd onder leiding van Prof. O. Rouault. Het is een wierde van middelmatige grootte van 8 ha, gelegen op de rechteroever van de rivier. Het is niet eenvoudig om er opgravingswerk te verrichten omdat de heuvel bewoond is
Er werd aardewerk gevonden uit het 3e en het 2e millennium v.Chr. De nederzetting werd in de Vroege Bronstijd gesticht en is daarmee waarschijnlijk ouder dan Mari, maar het maakte wel deel uit van het rijk van de laatste stad. Na de val van Mari werd het de hoofdstad van het vorstendom Hana.